# Atletisme als Jocs Olímpics d'Estiu de 1912 - 3.000 metres per equips masculins

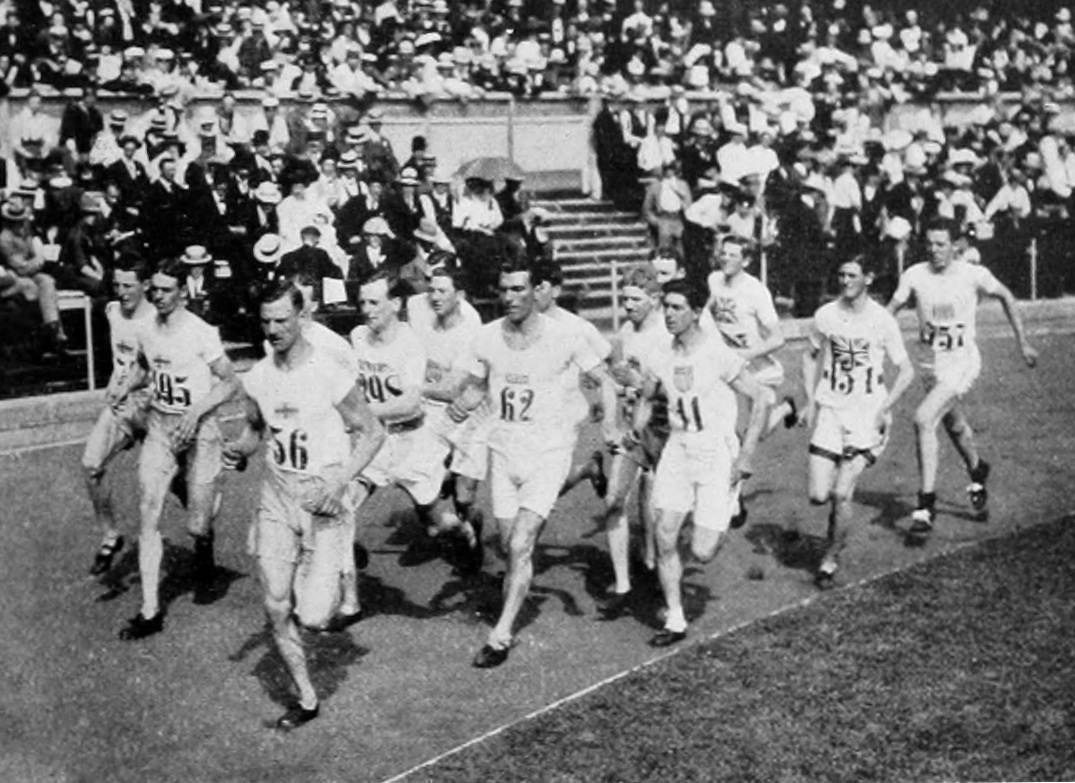
Poc després de la sortida de la final

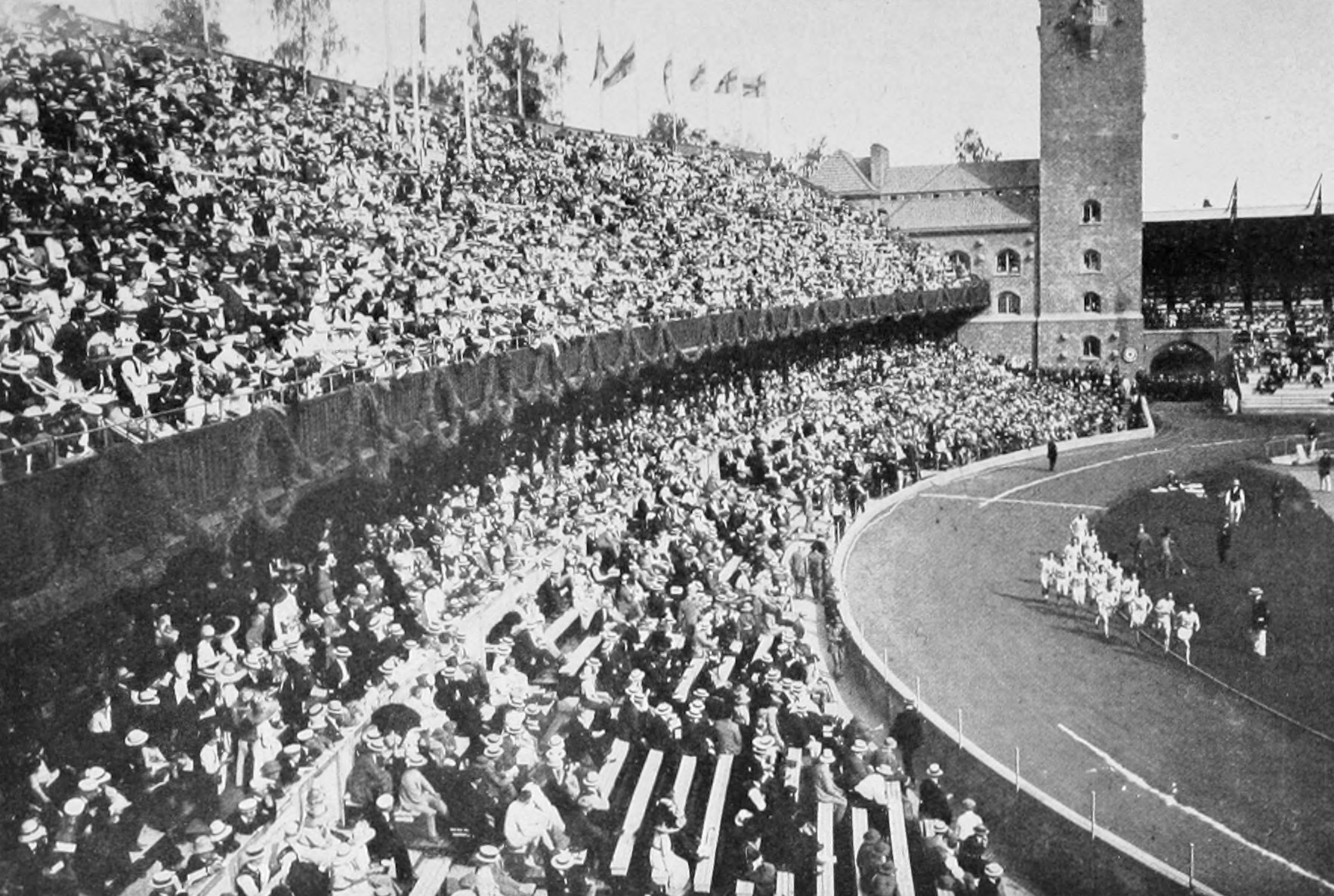
Disputa de la final

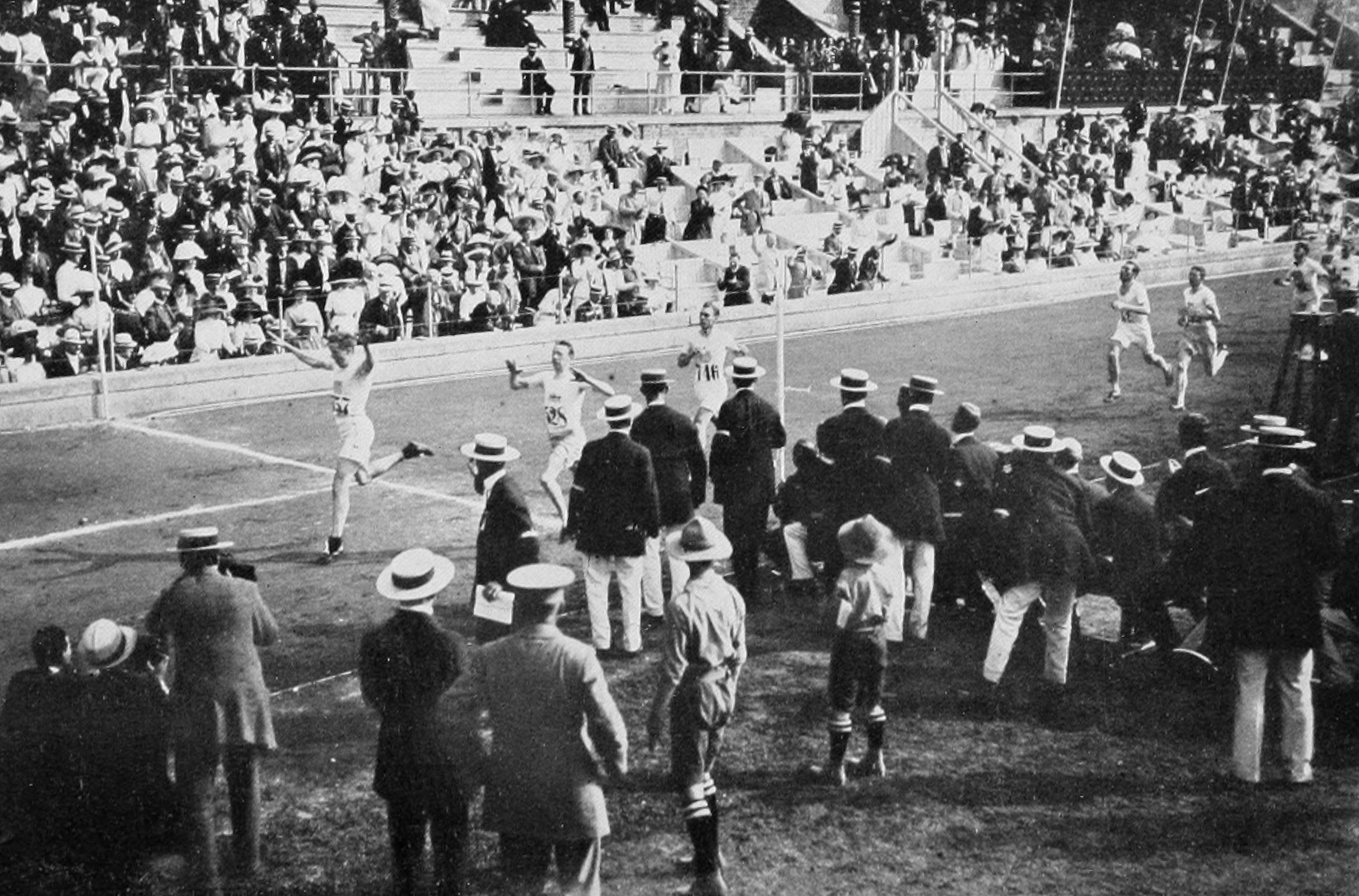
Arribada de la final

Els 3.000 metres per equips masculins van ser una de les proves del programa d'atletisme disputades durant els Jocs Olímpics d'Estocolm de 1912. Fou la quarta vegada que es disputava una cursa per equips, però la primera vegada que la distància era sobre els 3.000 metres, que passà a ser la distància habitual fins als Jocs de 1924, quan fou eliminada del programa olímpic. La prova es va disputar en dos dies i hi van prendre part 24 atletes de 5 nacions diferents. Les semifinals es disputaren el divendres 12 de juliol, i la final el dissabte 13 de juliol.
Segons els registres de Comitè Olímpic Internacional els cinc atletes de cada equip reberen la medalla.

## Medallistes
| Or                                                                                 | Plata                                                                        | Bronze                                                                                   |
| Estats Units Tell Berna · George Bonhag · Abel Kiviat · Louis Scott · Norman Taber | Suècia Bror Fock · Nils Frykberg · Thorild Olsson · Ernst Wide · John Zander | Regne Unit William Cottrill · George Hutson · William Moore · Edward Owen · Cyril Porter |

## Resultats

### Semifinals
Les tres semifinals es disputaren el divendres 12 de juliol de 1912.
Semifinal 1
Resultat per equips:
| Posició | Equip        | Puntuació | Puntuació | Puntuació | Puntuació | Qual. |
| Posició | Equip        | 1         | 2         | 3         | Total     | Qual. |
| ------- | ------------ | --------- | --------- | --------- | --------- | ----- |
| 1       | Estats Units | 2         | 3         | 4         | 9         | Q     |
| 2       | Finlàndia    | 1         | 5         | 6         | 12        |       |

Resultats individuals
| Posició | Atleta                   | Temps   | Puntuació |
| ------- | ------------------------ | ------- | --------- |
| 1       | Hannes Kolehmainen (FIN) | 8:36.9  | 1         |
| 2       | Abel Kiviat (EUA)        | 8:46.3  | 2         |
| 3       | Tell Berna (EUA)         | 8:50.2  | 3         |
| 4       | Norman Taber (EUA)       | 8:51.1  | 4         |
| 5       | George Bonhag (EUA)      | 8:52.2  | —         |
| 6       | Louis Scott (EUA)        | 8:53.4  | —         |
| 7       | Albin Stenroos (FIN)     | 8:54.1  | 5         |
| 8       | Viljam Johansson (FIN)   | 8:57.2  | 6         |
| 9       | Aarne Lindholm (FIN)     | 9:46.4  | —         |
| 10      | Matti Harju (FIN)        | 10:10.6 | —         |

Semifinal 2
Resultat per equips:
| Posició | Equip          | Puntuació | Puntuació | Puntuació | Puntuació | Qual. |
| Posició | Equip          | 1         | 2         | 3         | Total     | Qual. |
| ------- | -------------- | --------- | --------- | --------- | --------- | ----- |
| 1       | Suècia         | 2         | 3         | 4         | 9         | Q     |
| 2       | Imperi Alemany | 1         | 5         | 6         | 12        |       |

Resultats individuals
Els cinc atletes suecs arribaren junts a meta.
| Posició | Atleta                | Temps  | Puntuació |
| ------- | --------------------- | ------ | --------- |
| 1       | Erwin von Sigel (GER) | 9:06.8 | 1         |
| 2       | Bror Fock (SWE)       | 9:14.7 | 2         |
| 2       | Nils Frykberg (SWE)   | 9:14.7 | 3         |
| 2       | Ernst Wide (SWE)      | 9:14.7 | 4         |
| 2       | Thorild Olsson (SWE)  | 9:14.7 | —         |
| 2       | John Zander (SWE)     | 9:14.7 | —         |
| 7       | Georg Amberger (GER)  | 9:32.5 | 5         |
| 8       | Gregor Vietz (GER)    | 9:34.2 | 6         |
| —       | Georg Mickler (GER)   | DNF    | —         |

Semifinal 3
L'equip del Regne Unit passa a la final en no tenir rival.
Resultat per equips:
| Posició | Equip      | Puntuació | Puntuació | Puntuació | Puntuació | Qual. |
| Posició | Equip      | 1         | 2         | 3         | Total     | Qual. |
| ------- | ---------- | --------- | --------- | --------- | --------- | ----- |
| 1       | Regne Unit | 1         | 2         | 3         | 6         | Q     |

Resultats individuals
En no haver-hi rival els cinc atletes britànics arribaren junts a meta.
| Posició | Atleta                 | Temps   | Puntuació |
| ------- | ---------------------- | ------- | --------- |
| 1       | Cyril Porter (GBR)     | 10:21.6 | 1         |
| 1       | Edward Owen (GBR)      | 10:21.6 | 2         |
| 1       | William Moore (GBR)    | 10:21.6 | 3         |
| 1       | George Hutson (GBR)    | 10:21.6 | —         |
| 1       | William Cottrill (GBR) | 10:21.6 | —         |

### Final
La final es disputà el dissabte 13 de juliol de 1912.
Resultat per equips:
| Posició | Equip        | Puntuació | Puntuació | Puntuació | Puntuació |
| Posició | Equip        | 1         | 2         | 3         | Total     |
| ------- | ------------ | --------- | --------- | --------- | --------- |
| 1       | Estats Units | 1         | 3         | 5         | 9         |
| 2       | Suècia       | 2         | 4         | 7         | 13        |
| 3       | Regne Unit   | 6         | 8         | 9         | 23        |

Resultats individuals
| Posició | Atleta                 | Temps  | Puntuació |
| ------- | ---------------------- | ------ | --------- |
| 1       | Tell Berna (EUA)       | 8:44.6 | 1         |
| 2       | Thorild Olsson (SWE)   | 8:44.6 | 2         |
| 3       | Norman Taber (EUA)     | 8:45.2 | 3         |
| 4       | Ernst Wide (SWE)       | 8:46.2 | 4         |
| 5       | George Bonhag (EUA)    | 8:46.6 | 5         |
| 6       | William Cottrill (GBR) | 8:46.8 | 6         |
| 7       | Bror Fock (SWE)        | 8:47.2 | 7         |
| 8       | George Hutson (GBR)    | 8:47.2 | 8         |
| 9       | Cyril Porter (GBR)     | 8:48.0 | 9         |
| 10      | John Zander (SWE)      | 8:48.9 | —         |
| 11      | Nils Frykberg (SWE)    | 8:49.0 | —         |
| 12      | Edward Owen (GBR)      |        | —         |
| —       | Abel Kiviat (EUA)      | DNF    | —         |
| —       | William Moore (GBR)    | DNF    | —         |
| —       | Louis Scott (EUA)      | DNF    | —         |